# 19 marca
19 marca jest 78. (w latach przestępnych 79.) dniem w kalendarzu gregoriańskim. Do końca roku pozostaje 287 dni.

## Święta
- Imieniny obchodzą: Bogdan, Bogodan, Bohdan, Jan, Józef, Leoncjusz, Marceli, Marek, Narcyz i Sybillina.
- Australia – Narodowy Dzień Harmonii
- Hiszpania:
  - Dzień Ojca (obok Dnia św. Józefa)
  - Święto Ognia (hiszp. Fiesta de Las Fallas)
- Polska:
  - Dzień Jedności Kaszubów (od 2004 na pamiątkę pierwszej pisemnej wzmianki o Kaszubach z 19 marca 1238)[1]
- Włochy – Dzień Ojca
- Wspomnienia i święta w Kościele katolickim obchodzą[2][3]:
  - Andrzej Gallerani
  - bł. Jan z Parmy (generał franciszkanów)
  - św. Józef (uroczystość liturgiczna)
  - bł. Marceli Callo (laik)
  - bł. Narcyz Turchan (franciszkanin) (również 12 czerwca w grupie 108 błogosławionych męczenników)
  - bł. Marek z Montegallo

## Wydarzenia w Polsce

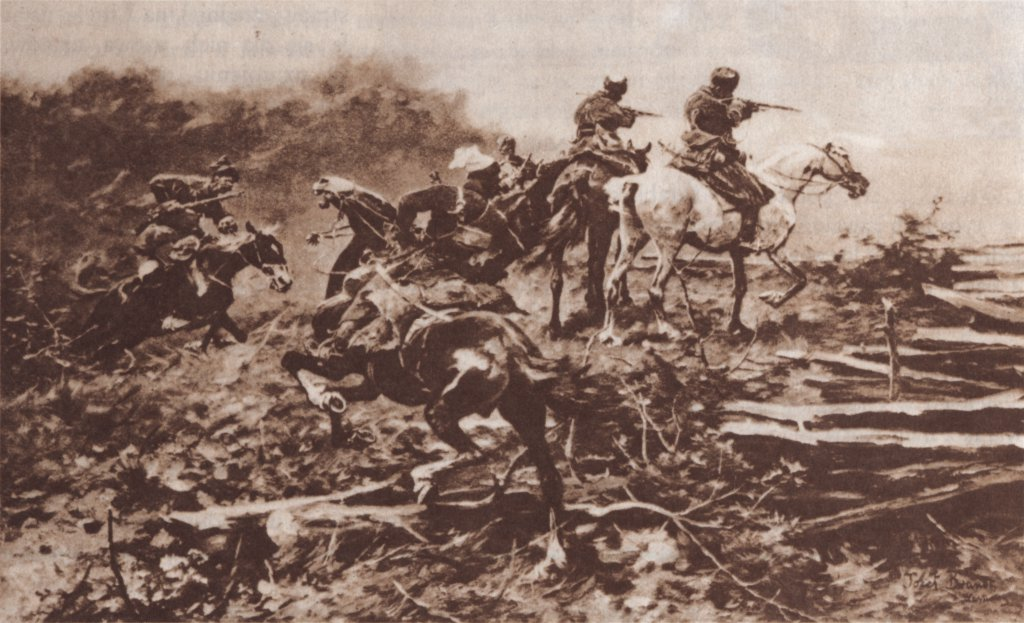
Konfederacja barska – obraz autorstwa Józefa Brandta

- 1238 – Papież Grzegorz IX wydał bullę, w której potwierdził nadanie przez księcia Bogusława I posiadłości koło Stargardu zakonowi joannitów. W bulli po raz pierwszy pojawiła się wzmianka o Kaszubach (o Bogusławie I jako księciu Kaszub), na pamiątkę czego 19 marca jest obchodzony jako Dzień Jedności Kaszubów.
- 1454 – Książę oświęcimski Jan IV oświęcimski złożył hołd lenny królowi Kazimierzowi IV Jagiellończykowi.
- 1769 – Konfederacja barska: stoczono bitwę pod Pakością.
- 1885 – Na łamach tygodnika „Wędrowiec” ukazał się pierwszy odcinek powieści Bolesława Prusa Placówka.
- 1908 – Poświęcono kościół św. Józefa w Kalwarii Zebrzydowskiej.
- 1918 – W Mińsku powstała spółdzielnia wydawnicza „Zaranka”.
- 1919:
  - Bolszewicy zdławili 5-dniowe zbrojne wystąpienie polskiej ludności Nieświeża.
  - Rada najwyższa konferencji wersalskiej postanowiła, że Gdańsk będzie Wolnym Miastem.
- 1920:
  - Józef Piłsudski został pierwszym marszałkiem Polski.
  - Powstała pierwsza w II Rzeczypospolitej loża wolnomularska „Kopernik”.
- 1922 – Oficjalna data powstania klubu piłkarskiego Lech Poznań (pod nazwą Lutnia Dębiec).
- 1928 – Powstały Państwowe Zakłady Inżynierii.
- 1939 – Oddano do użytku Dom Żołnierza w Poznaniu.
- 1943 – Oddział Batalionów Chłopskich pod dowództwem kapitana Jana Kędry ps. „Błyskawica” urządził zasadzkę na kolumnę niemieckiej żandarmerii w lesie w okolicach Tomaszowa Lubelskiego, zabijając 17 żandarmów i oficera SS.
- 1944 – Armia Czerwona zajęła Krzemieniec (obecnie na Ukrainie).
- 1946:
  - Ogłoszono siedem wyroków śmierci w procesie działaczy lubelskiego Pogotowia Akcji Specjalnej.
  - Wznowiono komunikację trolejbusową w Gdyni.
- 1953 – Doszczętnie spłonęło schronisko PTTK na Hali Miziowej w Beskidzie Żywieckim.
- 1965:
  - Jacek Kuroń i Karol Modzelewski ogłosili list otwarty skierowany do działaczy PZPR i ZMS. Następnego dnia zostali aresztowani.
  - W więzieniu na Mokotowie został stracony przez powieszenie były dyrektor Miejskiego Handlu Mięsem Warszawa Praga Stanisław Wawrzecki, skazany na karę śmierci za udział w tzw. aferze mięsnej
- 1968 – Marzec 1968: I sekretarz KC PZPR Władysław Gomułka wygłosił antysyjonistyczne przemówienie podczas wiecu aktywu partyjnego w Sali Kongresowej w Warszawie.
- 1971 – Premiera filmu obyczajowego Kto wierzy w bociany? w reżyserii Jerzego Stefana Stawińskiego i Heleny Amiradżibi.
- 1972 – Odbyły się wybory do Sejmu PRL.
- 1981 – Funkcjonariusze MO i SB brutalnie interweniowali wobec delegatów NSZZ „Solidarność” podczas sesji Wojewódzkiej Rady Narodowej w Bydgoszczy (tzw. prowokacja bydgoska), co spowodowało gotowość strajkową Związku w całym kraju.
- 1984 – Premiera filmu muzycznego Lata dwudzieste... lata trzydzieste... w reżyserii Janusza Rzeszewskiego.
- 1986 – W nocy z 19 na 20 marca z Bazyliki Archikatedralnej w Gnieźnie ukradziono z relikwiarza wykonaną w srebrze postać św. Wojciecha.
- 1995 – W Teatrze Polskim w Warszawie odbyła się 1. ceremonia wręczenia Fryderyków.
- 2004 – Sejm RP przyjął ustawę Prawo celne.
- 2015 – Prof. Jerzy Duszyński został wybrany na stanowisko prezesa Polskiej Akademii Nauk.

## Wydarzenia na świecie
- 1227 – Kardynał Ugolino di Conti di Segni został wybrany na papieża i przybrał imię Grzegorz IX.
- 1279 – Zwycięstwo floty mongolskiej nad chińską w bitwie pod Yamen – upadek dynastii Song.
- 1286 – Król Szkocji Aleksander III zginął spadając wraz z koniem ze skały.
- 1452 – Fryderyk III Habsburg został koronowany na cesarza rzymsko-niemieckiego.
- 1514 – W procesji w Niedzielę Palmową w Rzymie wziął udział, oprócz innych egzotycznych zwierząt, słoń indyjski-albinos o imieniu Hanno, będący prezentem króla Portugalii Manuela I Szczęśliwego dla papieża Leona X.
- 1539 – Papież Paweł III erygował diecezję San Cristóbal de Las Casas w Meksyku.
- 1611 – W Moskwie wybuchło powstanie przeciwko polskiej załodze na Kremlu, kierowane przez kupca Kuźmę Minina i księcia Dymitra Pożarskiego. Zostało ono stłumione po kilku dniach.
- 1616 – Żeglarz i pisarz Walter Raleigh, skazany na śmierć i uwięziony w Tower of London za udział w spisku przeciwko królowi Jakubowi I Stuartowi, został po 13 latach wypuszczony na wolność.
- 1643 – Angielska wojna domowa: Rojaliści pokonali wojska Parlamentu w bitwie pod Hopton Heath.
- 1682 – Król Ludwik XIV zmusił francuskie duchowieństwo do przyjęcia tzw. artykułów gallikańskich, głoszących m.in. niezależność królów francuskich od papieża, wyższość soboru nad papieżem, zależność jego władzy od prawa kanonicznego i zależność jego nieomylności od zgody całego Kościoła.
- 1687 – Francuski odkrywca René-Robert Cavelier de La Salle został zamordowany na wybrzeżu Teksasu przez zbuntowanych członków wyprawy do delty Missisipi.
- 1729 – Jan Nepomucen został kanonizowany przez papieża Benedykta XIII.
- 1730 – Francuski generalny kontroler finansów Michel Robert Le Peletier des Forts został zmuszony do dymisji w wyniku intrygi uknutej przez ministra spraw zagranicznych Germaina Louisa Chauvelina, wiążącej się z aferą dotyczącą akcji Kompanii Indyjskiej.
- 1783 – Król Ludwik XVI założył École nationale supérieure des mines de Paris, mającą kształcić zarządców królewskich kopalń.
- 1808 – Król Hiszpanii Karol IV Burbon abdykował na rzecz swego syna Ferdynanda VII.
- 1812 – Weszła w życie pierwsza konstytucja Hiszpanii.
- 1814 – VI koalicja antyfrancuska: zwycięstwo wojsk koalicji w bitwie pod Vic-en-Bigorre.
- 1842 – W Turcji założono polską wieś Adampol.
- 1844 – Zwycięstwo powstańców dominikańskich nad wojskiem haitańskim w bitwie pod Azua.
- 1848:
  - Adolf von Arnim-Boitzenburg został premierem Prus.
  - Wiosna Ludów: w nocy z 18 na 19 marca wybuchły walki uliczne w Berlinie.
- 1856 – W Bratysławie po raz pierwszy zapalono uliczne lampy gazowe.
- 1859 – W paryskim Teatrze Lirycznym odbyła się premiera opery Faust Charles’a Gounoda.
- 1865 – Wojna secesyjna: rozpoczęła się bitwa pod Bentonville.
- 1870 – Niemiecki botanik, etnolog i podróżnik Georg Schweinfurth dotarł, jako pierwszy Europejczyk, do rzeki Uele w centralnej Afryce.
- 1877 – Bunt samurajów w prowincji Satsuma: zwycięstwo wojsk cesarskich w bitwie pod Tarabuzaką.
- 1890 – Raimundo Andueza Palacio został prezydentem Wenezueli.
- 1892 – Austriacki astronom Johann Palisa odkrył planetoidę (326) Tamara.
- 1900 – Otwarto zakłady Fiata w Turynie.
- 1902 – Przyjęto Konwencję paryską o ochronie ptaków pożytecznych dla rolnictwa.
- 1905 – Założono argentyński klub piłkarski Club Atlético Belgrano.
- 1906:
  - Ernesto Hintze Ribeiro został po raz trzeci premierem Portugalii.
  - Ukazało się pierwsze wydanie hiszpańskiego tygodnika katolickiego „El Adalid”.
- 1908:
  - Gunnar Knudsen został premierem Norwegii.
  - Papież Pius X erygował diecezję Florianópolis w Brazylii.
- 1911 – Niemiecki astronom Max Wolf odkrył planetoidę (712) Boliviana.
- 1914 – Otwarto Royal Ontario Museum w Toronto.
- 1915 – 15 lat przed oficjalnym odkryciem po raz pierwszy sfotografowano Plutona.
- 1918:
  - Kongres Stanów Zjednoczonych ustalił podział kraju na strefy czasowe i wprowadził na czas trwania wojny obowiązek stosowania czasu letniego w celu oszczędzania energii.
  - Przypadkowa eksplozja bomb głębinowych w czasie rejsu eskortowego u wybrzeża brytyjskiego na niszczycielu USS „Manley” zabiła dowódcę okrętu i 33 członków załogi.
  - Założono portugalski klub piłkarski CD Feirense.
- 1919 – Niemiecki astronom Karl Reinmuth odkrył planetoidę (911) Agamemnon.
- 1920 – Senat Stanów Zjednoczonych po raz drugi odrzucił ratyfikację traktatu wersalskiego wraz z paktem Ligi Narodów.
- 1921 – Irlandzka wojna o niepodległość: w Crossbarry w hrabstwie Cork w południowej Irlandii ok. 100-osobowy oddział IRA pod dowództwem Toma Barry’ego uniknął próby okrążenia ich przez ok. 1200 żołnierzy brytyjskich. Podczas godzinnej bitwy zginęło 10 Brytyjczyków i 3 Irlandczyków.
- 1922 – W Szwecji odbył się pierwszy narciarski Bieg Wazów.
- 1923 – Kilka miesięcy po odkryciu przez jego zespół grobowca faraona Tutanchamona w Dolinie Królów, egiptolog George Herbert (5. hrabia Carnarvon) skaleczył się podczas golenia w miejscu w które wcześniej ukąsił go komar, co wywołało zakażenie krwi prowadzące do ostrego zapalenia płuc, które doprowadziło do jego śmierci 5 kwietnia. Miało to zapoczątkować serię tajemniczych zgonów osób związanych z odkryciem grobowca jako karę za zakłócenie spoczynku władcy (klątwa Tutanchamona).
- 1924 – Japoński krążownik „Tatsuta” zderzył się podczas manewrów z okrętem podwodnym Nr 43, który zatonął wraz z 45-osobową załogą.
- 1925 – Ben Bernie i jego orkiestra nagrali oryginalną wersję jazzowego standardu Sweet Georgia Brown z muzyką Berniego i Macea Pinkarda oraz tekstem Kennetha Caseya.
- 1931 – W amerykańskim stanie Nevada zalegalizowano hazard.
- 1932 – Został oddany do użytku Sydney Harbour Bridge nad zatoką Port Jackson.
- 1933 – Obywatele Portugalii opowiedzieli się w referendum za przyjęciem konstytucji tzw. Nowego Państwa.
- 1934 – Józef Benedykt Cottolengo, Pompiliusz Maria Pirrotti i Teresa Małgorzata Redi od Serca Jezusowego zostali kanonizowani przez papieża Piusa XI.
- 1935 – W nowojorskim Harlemie wybuchły zamieszki rasowe wywołane pobiciem czarnoskórego nastolatka przez właściciela sklepu, w wyniku których zginęły 3 osoby, a kilkaset zostało rannych.
- 1937 – Papież Pius XI w encyklice Divini Redemptoris potępił antyreligijny charakter komunizmu.
- 1938 – Litwa przyjęła ultimatum wydane przez Polskę i nawiązuje z nią stosunki dyplomatyczne.
- 1941 – Adolf Hitler wystosował ultimatum z żądaniem przystąpienia Królestwa Jugosławii w ciągu 5 dni do paktu trzech.
- 1943:
  - Ajjub Sabit został p.o. prezydenta Libanu pod mandatem francuskim.
  - Bitwa o Atlantyk: podczas największego ataku tzw. „wilczego stada” niemieckie okręty podwodne zatopiły w dniach 16-19 marca 22 statki o łącznej pojemności 147 196 BRT z alianckich konwojów SC-122 i HX-229, tracąc jedynie okręt U-384.
  - W Tetowie założono Komunistyczną Partię Macedonii.
- 1944:
  - Bitwa o Atlantyk: niemiecki okręt podwodny U-1059 został zatopiony na południowy zachód od Wysp Zielonego Przylądka bombami głębinowymi przez samoloty Grumman Avenger i Wildcat z lotniskowca eskortowego USS „Block Island”, w wyniku czego ginęło 47 członków załogi, a 8 (wśród nich ranny dowódca) zostało wziętych do niewoli.
  - W związku z próbami wycofania się z wojny przez Węgry rozpoczęła się niemiecka okupacja tego kraju.
- 1945:
  - Adolf Hitler nakazał zniszczenie na terenie Niemiec wszystkiego, co przeciwnik mógłby wykorzystać do kontynuowania walki (tzw. rozkaz Nerona).
  - Front zachodni:
    - W wyniku alianckiego nalotu bombowego na niemiecką Jenę zginęło około 140 osób (było to najcięższe z kilku bombardowań Jeny).
    - W wyniku alianckiego nalotu bombowego na niemieckie Hanau zostało zniszczone 85% miasta.

  - Wojna na Pacyfiku: 724 marynarzy zginęło, a 265 zostało rannych w wyniku japońskiego ataku bombowego na lotniskowiec USS „Franklin”.
- 1946:
  - Gujana Francuska, Gwadelupa, Martynika i Reunion otrzymały status departamentów zamorskich Francji.
  - Nikołaj Szwernik został przewodniczącym Rady Najwyższej ZSRR.
  - Wszystkich 26 osób na pokładzie zginęło katastrofie wojskowego samolotu Douglas C-47 Skytrain koło „miasta duchów” Hobart Mills w północnej Kalifornii.
- 1953 – Odbyła się 25. ceremonia wręczenia Oscarów, pierwsza transmitowana przez telewizję.
- 1956 – Podczas sztormu na Zatoce Biskajskiej zatonął polski drobnicowiec „Stalowa Wola”.
- 1958 – Utworzono Europejskie Zgromadzenie Parlamentarne (poprzednika Parlamentu Europejskiego) z siedzibą w Strasburgu, będące organem opiniodawczym Europejskiej Wspólnoty Gospodarczej (EWG).
- 1961 – Papież Jan XXIII powołał Ordynariat Polowy Boliwii.
- 1967 – Weszła w życie Konwencja wiedeńska o stosunkach konsularnych.
- 1970 – We wschodnioniemieckim Erfurcie doszło do pierwszego spotkania szefów rządów NRD i RFN Williego Stopha i Willy’ego Brandta.
- 1972:
  - 30 osób zginęło w katastrofie samolotu DC-9 należącego do linii EgyptAir podczas pochodzenia do lądowania w Adenie (Jemen).
  - W Dhace premierzy Bangladeszu Sheikh Mujibur Rahman i Indii Indira Gandhi podpisali 25-letni traktat o przyjaźni, współpracy i pokoju.
- 1973 – 62 osoby zginęły w Wietnamie Południowym w katastrofie samolotu C-54 południowowietnamskich linii lotniczych.
- 1982:
  - wojna o Falklandy: żołnierze argentyńscy wylądowali na Georgii Południowej i wywiesili flagę narodową. Incydent ten stanowił preludium do późniejszych działań zbrojnych.
  - W katastrofie samolotu wojskowego pod Woodstock w stanie Illinois zginęło 27 osób.
- 1987 – Noor Hassanali został prezydentem Trynidadu i Tobago.
- 1994 – 14 osób zginęło, a 42 zostały ranne w wybuchu bomby w metrze w Baku.
- 1997 – Arthur N.R. Robinson został prezydentem Trynidadu i Tobago.
- 1998 – Atal Bihari Vajpayee został po raz drugi premierem Indii.
- 1999 – 60 osób zginęło, a ponad 100 zostało rannych w zamachu bombowym w stolicy Osetii Południowej, Władykaukazie.
- 2000 – Abdoulaye Wade wygrał wybory prezydenckie w Senegalu.
- 2002 – Zimbabwe zostało zawieszone w prawach członka Commonwealthu.
- 2004:
  - Niedaleko fińskiego miasta Äänekoski doszło do zderzenia autobusu z przewożącym papierowe bele ciągnikiem siodłowym, w wyniku czego zginęły 24 osoby, a 13 zostało rannych.
  - W ostatnim dniu kampanii wyborczej w mieście Tainan na Tajwanie został postrzelony prezydent Chen Shui-bian.
- 2006 – Alaksandr Łukaszenka wygrał ponownie wybory prezydenckie na Białorusi.
- 2007 – 108 górników zginęło w katastrofie w kopalni „Uljanowskaja” w rosyjskim Nowokuźniecku.
- 2008:
  - Premier Mołdawii Vasile Tarlev podał się do dymisji.
  - W stolicy Ugandy Kampali przywódca Libii Mu’ammar al-Kaddafi dokonał otwarcia ufundowanego przez siebie meczetu, drugiego co do wielkości w Afryce.
  - Założono emirackie linie lotnicze Flydubai.
- 2009:
  - Austriacki dewiant Josef Fritzl został skazany na dożywotni pobyt w zakładzie psychiatrycznym.
  - W czasie podchodzenia do lądowania w stolicy Ekwadoru Quito samolot wojskowy Beechcraft B200 King Air uderzył w gęstej mgle w 4-piętrowy budynek mieszkalny, w wyniku czego zginęło 7 osób (wszystkie 5 na pokładzie samolotu i 2 w budynku), a 8 zostało rannych.
- 2011 – Wojna domowa w Libii: siły koalicji międzynarodowej rozpoczęły wspierającą powstańców operację „Świt Odysei”.
- 2013 – Inauguracja pontyfikatu papieża Franciszka.
- 2016 – Podczas podchodzenia lądowania w ciężkich warunkach pogodowych rozbił się lecący z Dubaju do rosyjskiego Rostowa nad Donem Boeing 737-8KN emirackich tanich linii lotniczych Flydubai, w wyniku czego zginęły wszystkie 62 osoby na pokładzie (55 pasażerów i 7 członków załogi).
- 2017 – Frank-Walter Steinmeier objął urząd prezydenta Niemiec.
- 2018:
  - Paula-Mae Weekes, jako pierwsza kobieta, objęła urząd prezydenta Trynidadu i Tobago.
  - Został uśpiony Sudan, ostatni samiec nosorożca białego północnego.
- 2021 – Samia Suluhu, jako pierwsza kobieta, objęła urząd prezydenta Tanzanii.
- 2022 – Serdar Berdimuhamedow został prezydentem Turkmenistanu.

## Eksploracja kosmosui zdarzenia astronomiczne
- 1990 – Japonia jako trzeci kraj w historii umieściła sztucznego satelitę na orbicie Księżyca (sondę Hiten).
- 2008 – W konstelacji Wolarza zaobserwowano rozbłysk gamma GRB 080319B.

## Urodzili się
- 1433 – Abdallah Mirza, książę z rodu Timurydów, namiestnik Farsu, władca Mawarannahru (zm. 1451)
- 1434 – Yoshikatsu Ashikaga, japoński siogun (zm. 1443)
- 1488 – Johannes Magnus, szwedzki duchowny katolicki, arcybiskup Uppsali (zm. 1544)
- 1534 – Józef Anchieta, hiszpański jezuita, misjonarz, święty (zm. 1597)
- 1542 – Jan Zamoyski, polski magnat, hetman wielki koronny, kanclerz wielki koronny, humanista, fundator renesansowego Zamościa, założyciel Akademii Zamojskiej (zm. 1605)
- 1579 – Jadwiga Maria, księżniczka wołogoska (zm. 1606)
- 1590 – William Bradford, angielski kronikarz, przywódca osadników z kolonii Plymouth w Massachusetts (zm. 1657)
- 1591 – Dirck Hals, holenderski malarz (zm. 1656)
- 1593 – Georges de La Tour, francuski malarz (zm. 1652)
- 1595 – Carlo de’ Medici, włoski kardynał (zm. 1666)
- 1600 – Anders Bille, duński dowódca wojskowy (zm. 1657)
- 1604 – Jan IV Szczęśliwy, król Portugalii z rodzimej dynastii Bragança (zm. 1656)
- 1629 – Aleksy I Romanow, car Rosji (zm. 1676)
- 1661 – Francesco Gasparini, włoski kompozytor (zm. 1727)
- 1672 – João de Saldanha da Gama, portugalski pułkownik, polityk (zm. 1752)
- 1684 – Jean Astruc, francuski lekarz (zm. 1766)
- 1689 – Kaspar Scherer, rosyjski kapitan, dyplomata pochodzenia szwajcarskiego (zm. 1755)
- 1721 – Tobias Smollett, brytyjski pisarz (zm. 1771)
- 1730 – Aleksandra Ogińska, polska księżna (zm. 1798)
- 1731:
  - Józef Chrapowicki, generał major wojsk litewskich, polityk (zm. 1801)
  - Gabriela Silang, filipińska rewolucjonistka (zm. 1763)
- 1734 – Thomas McKean, amerykański polityk (zm. 1817)
- 1736 – Joseph Hickel, niemiecki malarz portrecista (zm. 1807)
- 1739 – Charles-François Lebrun, francuski polityk (zm. 1824)
- 1742 – Franciszka z Krasińskich, polska arystokratka (zm. 1796)
- 1745:
  - Johann Peter Frank, niemiecki i austriacki lekarz, higienista (zm. 1821)
  - Leopold Heinrich von der Goltz, pruski dyplomata (zm. 1816)
- 1751 – Maria Józefa Habsburg, arcyksiężniczka austriacka (zm. 1767)
- 1759 – Domenico Pellegrini, włoski malarz (zm. 1840)
- 1768:
  - Jan Chrzciciel Aubert, francuski duchowny katolicki, męczennik, błogosławiony (zm. 1792)
  - Adam Chreptowicz, polski szlachcic, polityk, filantrop, mecenas nauki (zm. 1844)
- 1779 – Józef Dwernicki, polski generał, uczestnik powstania listopadowego (zm. 1857)
- 1782:
  - Wilhelm von Biela, austriacki wojskowy, astronom amator (zm. 1856)
  - Józef Rudnicki, polski kapitan wojsk Księstwa Warszawskiego, pamiętnikarz (zm. 1849)
- 1784 – Henry Goulburn, brytyjski polityk (zm. 1856)
- 1788 – Józef Wiśniewski, polski major kawalerii (zm. 1834)
- 1795 – Józef Jan Giedroyć, polski major, uczestnik powstania listopadowego (zm. 1831)
- 1797:
  - Józef Korzeniowski, polski pisarz (zm. 1863)
  - Wilhelm Radziwiłł, polski książę, ordynat na Nieświeżu, generał pruski (zm. 1870)
- 1799 – William Rutter Dawes, brytyjski astronom (zm. 1868)
- 1803:
  - Joseph-Frédéric-Benoît Charrière, francuski producent narzędzi chirurgicznych i aparatury medycznej (zm. 1876)
  - Tomasz Kulczycki, polski krawiec, wydawca (zm. 1873)
- 1804 – Józef Skłodowski, polski pedagog, bibliotekarz, dziadek Marii Skłodowskiej-Curie (zm. 1882)
- 1807 – Natalia z Potockich Sanguszkowa, polska szlachcianka (zm. 1830)
- 1809 – Friedrich Pacius, niemiecki kompozytor, dyrygent (zm. 1891)
- 1812 – Władysław Gruszecki, polski prawnik, ekonomista, polityk (zm. 1876)
- 1813 – David Livingstone, szkocki misjonarz, podróżnik (zm. 1873)
- 1816 – Johannes Verhulst, holenderski kompozytor, organista (zm. 1891)
- 1817 – Jozef Miloslav Hurban, słowacki duchowny ewangelicki, pisarz, polityk, działacz narodowy (zm. 1888)
- 1819 – Karolina, landgrafianka Hesji-Homburg, księżna Reuss-Greiz (zm. 1872)
- 1821 – Richard Francis Burton, brytyjski podróżnik, orientalista, pisarz, tłumacz (zm. 1890)
- 1824:
  - William Allingham, irlandzki poeta, antropolog (zm. 1889)
  - Heinrich Hofmann, niemiecki malarz (zm. 1911)
- 1829 – Tadeusz Bobrowski, polski ziemianin, polityk (zm. 1894)
- 1830 – Iwan Dogiel, rosyjski farmakolog, wykładowca akademicki pochodzenia polskiego (zm. 1916)
- 1832 – Ármin Vámbéry, węgierski orientalista, wykładowca akademicki pochodzenia żydowskiego (zm. 1913)
- 1833 – Markus Silberstein, polski fabrykant pochodzenia żydowskiego (zm. 1899)
- 1834 – Józef Hauke-Bosak, polski generał broni, uczestnik powstania styczniowego (zm. 1871)
- 1837 – Edward Lubowski, polski dramatopisarz (zm. 1923)
- 1840 – Józef Oxiński, polski inżynier, major, uczestnik powstania styczniowego (zm. 1908)
- 1841 – Georg von Hauberrisser, austriacko-niemiecki budowniczy, architekt (zm. 1922)
- 1844:
  - Innocenty z Berzo, włoski kapucyn, błogosławiony (zm. 1890)
  - Minna Canth, fińska pisarka, feministka (zm. 1897)
- 1845 – Carl Weigert, niemiecki patolog (zm. 1904)
- 1846 – Maria Josefa Recio Martin, hiszpańska zakonnica, Służebnica Boża (zm. 1883)
- 1847:
  - Frank Wigglesworth Clarke, amerykański chemik (zm. 1931)
  - Eduardo López de Romaña, peruwiański inżynier, polityk, prezydent Peru (zm. 1912)
  - Albert Pinkham Ryder, amerykański malarz (zm. 1917)
- 1848:
  - Wyatt Earp, amerykański rewolwerowiec (zm. 1929)
  - Eduard Raehlmann, niemiecki okulista (zm. 1917)
- 1849:
  - Ottó Baditz, węgierski malarz, ilustrator (zm. 1936)
  - Alfred von Tirpitz, niemiecki admirał, polityk (zm. 1930)
- 1851 – Fryderyk Franciszek III, wielki książę Meklemburgii i Schwerinu (zm. 1897)
- 1854 – Józef Gaydamowicz-Poraj, polski ziemianin i działacz polonijny w Rumunii, oficer w służbie rosyjskiej (zm. 1938)
- 1857:
  - Józef Birnbaum, polski przemysłowiec, chemik, kamienicznik pochodzenia żydowskiego (zm. 1932)
  - Auguste Dorchain, francuski poeta (zm. 1930)
  - Maria Józefa, infantka portugalska, księżna Bawarii (zm. 1943)
  - Dhimitër Tutulani, albański prawnik, polityk, działacz niepodległościowy (zm. 1937)
- 1858:
  - Kang Youwei, chiński filozof, publicysta, kaligraf, reformator polityczny (zm. 1927)
  - David McMackon, kanadyjski strzelec sportowy (zm. 1922)
  - John Payne, angielski rugbysta, krykiecista (zm. 1942)
- 1859 – Michel Welter, luksemburski polityk (zm. 1924)
- 1860:
  - Luigi Bertelli, włoski pisarz, dziennikarz (zm. 1920)
  - William Bryan, amerykański prawnik, polityk (zm. 1925)
- 1861 – Joseph MacRory, irlandzki duchowny katolicki, arcybiskup Armagh i prymas całej Irlandii, kardynał (zm. 1945)
- 1864:
  - Bernardinus Klumper, holenderski franciszkanin, generał zakonu, prawnik (zm. 1931)
  - Charles Marion Russell, amerykański malarz, rzeźbiarz, pisarz, filozof, ekolog (zm. 1926)
- 1865 – William Morton Wheeler, amerykański entomolog, myrmekolog (zm. 1937)
- 1868 – Józef Psarski, polski lekarz, działacz narodowy, społeczny i oświatowy (zm. 1953)
- 1869 – Józef Mehoffer, polski malarz, grafik, witrażysta (zm. 1946)
- 1871:
  - Józef Rapacki, polski malarz, grafik, rysownik (zm. 1929)
  - Wincenty Tymieniecki, polski duchowny katolicki, biskup łódzki (zm. 1934)
  - Maria Vetsera, austriacka baronówna pochodzenia greckiego (zm. 1889)
- 1872 – Zygmunt Marek, polski adwokat, działacz socjalistyczny, polityk, wicemarszałek Sejmu RP (zm. 1931)
- 1873 – Max Reger, niemiecki kompozytor, dyrygent, pianista, organista (zm. 1916)
- 1874:
  - Jewgienij Marcinowski, rosyjski epidemiolog, parazytolog (zm. 1934)
  - Józef Raczyński, polski polityk, minister rolnictwa (zm. 1931)
- 1875:
  - Tadeusz Konczyński, polski dramaturg, scenarzysta (zm. 1944)
  - Zhang Zuolin, chiński polityk, militarysta, agent wywiadu japońskiego (zm. 1928)
- 1877 – Franz Fischer, niemiecki chemik (zm. 1947)
- 1882:
  - Gaston Lachaise, amerykański rzeźbiarz pochodzenia francuskiego (zm. 1935)
  - Aleksander Skrzyński, polski polityk, premier RP (zm. 1931)
- 1883:
  - Walter Norman Haworth, brytyjski chemik, laureat Nagrody Nobla (zm. 1950)
  - Joseph Stilwell, amerykański generał (zm. 1946)
- 1887:
  - Otto von Heydebreck, niemiecki dziennikarz (zm. 1959)
  - Józef Radwan, polski urzędnik, polityk, minister reform rolnych (zm. 1977)
- 1888:
  - José Sabogal, peruwiański malarz, eseista (zm. 1956)
  - Léon Scieur, belgijski kolarz szosowy (zm. 1969)
- 1889 – Sarah Millin, południowoafrykańska pisarka, publicystka (zm. 1968)
- 1890:
  - Ernst von Althaus, niemiecki pilot wojskowy, as myśliwski (zm. 1946)
  - Jennie Fletcher, brytyjska pływaczka (zm. 1968)
- 1891 – Earl Warren, amerykański prawnik, polityk (zm. 1974)
- 1892 – Józef Steinhof, polski działacz ruchu ludowego, polityk, poseł na Sejm RP (zm. 1943)
- 1893:
  - Wanda Kragen, polska pisarka, poetka, tłumaczka (zm. 1982)
  - Wasyl Mudry, ukraiński dziennikarz, polityk, wicemarszałek Sejmu RP (zm. 1966)
  - José María Velasco Ibarra, ekwadorski prawnik, polityk, prezydent Ekwadoru (zm. 1979)
- 1894 – Jiří Langer, żydowski poeta, naukowiec, publicysta, dziennikarz, pedagog (zm. 1943)
- 1895:
  - Józef Gabzdyl, polski muzyk, nauczyciel (zm. 1937)
  - Maksym Rylski, ukraiński poeta, tłumacz, publicysta (zm. 1964)
- 1897:
  - Józef Birkenmajer, polski slawista, historyk literatury, poeta, tłumacz (zm. 1939)
  - Betty Compson, amerykańska aktorka (zm. 1974)
  - Joseph Darnand, francuski polityk, członek kolaboracyjnych władz Vichy (zm. 1945)
- 1898:
  - Ralf Curtis, brytyjski pilot wojskowy, as myśliwski (zm. 1917)
  - Józef Spychalski, polski pułkownik, żołnierz ZWZ-AK (zm. 1944)
- 1899:
  - Juozas Matulis, litewski fizykochemik (zm. 1993)
  - Aksel Sandemose, norweski pisarz pochodzenia duńskiego (zm. 1965)
  - Józef Zieliński, polski historyk (zm. 1976)
- 1900:
  - Frédéric Joliot-Curie, francuski fizyk, laureat Nagrody Nobla (zm. 1958)
  - Josef Leppelt, austriacki sztangista (zm. 1950)
  - René Lorain, francuski lekkoatleta, sprinter (zm. 1984)
  - Józef Wąsowicz, polski geograf, kartograf, wykładowca akademicki (zm. 1964)
  - Seweryn Wysłouch, polski historyk państwa i prawa (zm. 1968)
- 1901 – Cornelis van Geelkerken, holenderski polityk, kolaborant (zm. 1979)
- 1902:
  - Louisa Ghijs, belgijska aktorka, śpiewaczka operowa (zm. 1985)
  - Manuel Seoane, argentyński piłkarz, trener (zm. 1975)
- 1903:
  - Mirko Bonačić, jugosłowiański piłkarz (zm. 1989)
  - Józef Łabuz, polski polityk, poseł na Sejm PRL (zm. 1972)
- 1904:
  - Tadeusz Zygfryd Kassern, polski kompozytor (zm. 1957)
  - John Sirica, amerykański prawnik, sędzia (zm. 1992)
- 1905:
  - Charles Delahay, kanadyjski hokeista (zm. 1973)
  - Ołeksandr Markiewicz, ukraiński zoolog (zm. 1999)
  - Tadeusz Prus-Faszczewski, polski archeolog, prozaik, poeta (zm. 1943)
  - Rush Rhees, brytyjski filozof (zm. 1989)
  - Albert Speer, niemiecki architekt, polityk, działacz nazistowski, minister zbrojeń (zm. 1981)
  - Miguel Zacarías, meksykański reżyser i producent filmowy, pisarz (zm. 2006)
- 1906:
  - Adolf Eichmann, niemiecki funkcjonariusz nazistowski, zbrodniarz wojenny (zm. 1962)
  - Józef Obrembski, polski duchowny katolicki, prałat działający na Wileńszczyźnie (zm. 2011)
- 1907:
  - Józef Czerwiński, polski grafik, ilustrator (zm. 1978)
  - Sven Selånger, szwedzki skoczek narciarski, kombinator norweski (zm. 1992)
- 1908:
  - Numa Andoire, francuski piłkarz, trener (zm. 1994)
  - Christa Schroeder, niemiecka sekretarka Adolfa Hitlera (zm. 1984)
- 1909:
  - Attilio Demaría, argentyńsko-włoski piłkarz (zm. 1990)
  - Louis Hayward, brytyjski aktor (zm. 1985)
  - Otto John, niemiecki prawnik (zm. 1997)
  - Lili Larys, polska tancerka (zm. 1986)
  - Józef Łobodowski, polski poeta (zm. 1988)
  - Józef Rozwadowski, polski duchowny katolicki, biskup łódzki (zm. 1996)
  - Elżbieta Zawacka, polska kurierka AK, generał brygady, cichociemna (zm. 2009)
- 1910:
  - Josef Schleinkofer, niemiecki bokser (zm. 1984)
  - Jacob Wolfowitz, amerykański statystyk pochodzenia żydowskiego (zm. 1981)
  - Józef Wolski, polski historyk (zm. 2008)
  - Kazimierz Wyka, polski krytyk i historyk literatury (zm. 1975)
- 1911:
  - Jerzy Jurandot, polski poeta, dramaturg, satyryk, autor tekstów piosenek (zm. 1979)
  - Emil Londzin, polski fotograf (zm. 1980)
  - Włada Majewska, polska dziennikarka radiowa, aktorka, piosenkarka, działaczka emigracyjna (zm. 2011)
  - Arnold Viiding, estoński lekkoatleta, kulomiot, policjant (zm. 2006)
- 1912:
  - Adolf Adam, niemiecki duchowny i teolog katolicki (zm. 2005)
  - José Fontana, brazylijski piłkarz, bramkarz (zm. 1986)
  - Adolf Galland, niemiecki pilot wojskowy, as myśliwski (zm. 1996)
  - Izydor Gąsienica-Łuszczek, polski narciarz (zm. 1992)
  - Hugh Wheeler, brytyjski poeta, librecista, scenarzysta filmowy, tłumacz (zm. 1987)
- 1913:
  - Michel Brusseaux, francuski piłkarz, trener (zm. 1986)
  - Karl Erik Flens, szwedzki aktor (zm. 1976)
  - Michael Noble, brytyjski polityk (zm. 1984)
  - José Villanueva, filipiński bokser (zm. 1983)
- 1914:
  - Otton Beiersdorf, niemiecko-polski historyk (zm. 2006)
  - Antoni Böttcher, polski piłkarz, trener (zm. 1982)
  - Fred Clark, amerykański aktor (zm. 1968)
  - Józef Noga, polski polityk, poseł na Sejm PRL (zm. 2008)
  - Jiang Qing, chińska polityk komunistyczna (zm. 1991)
  - Stanisława Stępniówna, polska aktorka (zm. 2001)
  - Rita Vittadini, włoska gimnastyczka (zm. 2000)
- 1915 – Patricia Morison, amerykańska aktorka (zm. 2018)
- 1916:
  - Gereon Grzenia-Romanowski, polski kontradmirał, ekonomista (zm. 1983)
  - Irving Wallace, amerykański pisarz, scenarzysta filmowy (zm. 1990)
- 1917:
  - Dinu Lipatti, rumuński pianista, kompozytor (zm. 1950)
  - László Szabó, węgierski szachista (zm. 1998)
- 1918:
  - Iwan Junak, radziecki polityk (zm. 1995)
  - Marvin Mirisch, amerykański producent filmowy (zm. 2002)
- 1919:
  - Cornelis Berkhouwer, holenderski polityk, przewodniczący Parlamentu Europejskiego (zm. 1992)
  - Patricia Laffan, brytyjska aktorka (zm. 2014)
  - José Lebrún Moratinos, wenezuelski duchowny katolicki, arcybiskup Caracas, kardynał (zm. 2001)
  - Josef Stingl, niemiecki polityk (zm. 2004)
  - Lennie Tristano, amerykański pianista i kompozytor jazzowy pochodzenia włoskiego (zm. 1978)
- 1920:
  - Kjell Aukrust, norweski pisarz, malarz, rysownik (zm. 2002)
  - Laurent Noël, kanadyjski duchowny katolicki, biskup pomocniczy Quececu, biskup Trois Rivières (zm. 2022)
- 1921:
  - Tommy Cooper, brytyjski komik (zm. 1984)
  - Iosif Jucho, białoruski prawnik, historyk prawa (zm. 2004)
  - Anton Muzaj, albański duchowny katolicki, męczennik, błogosławiony (zm. 1948)
  - Zdzisław Tomal, polski polityk, wicepremier, poseł na Sejm i wiceprzewodniczący Rady Państwa PRL (zm. 1984)
  - Joseph-Marie Trịnh Văn Căn, wietnamski duchowny katolicki, arcybiskup Hanoi, kardynał (zm. 1990)
- 1922:
  - Francesc Català-Roca, kataloński fotograf (zm. 1998)
  - Józef Andrzej Gierowski, polski historyk (zm. 2006)
  - Hirō Onoda, japoński porucznik (zm. 2014)
  - Lidija Sielichowa, rosyjska łyżwiarka szybka (zm. 2003)
  - Józef Zwisłocki, polski fizyk, specjalista psychoakustyki, pisarz naukowy (zm. 2018)
- 1923:
  - Bronisław Bury, polski rolnik, polityk, poseł na Sejm PRL (zm. 2011)
  - Oskar Fischer, niemiecki polityk, minister spraw zagranicznych (zm. 2020)
  - Giuseppe Rotunno, włoski operator filmowy (zm. 2021)
- 1924:
  - Gaston Dron, francuski kolarz szosowy i torowy (zm. 2008)
  - Joe Gaetjens, haitańsko-amerykański piłkarz (zm. 1964)
  - Danuta Gałkowa, polska pułkownik, sanitariuszka i łączniczka, uczestniczka powstania warszawskiego, żołnierz AK (zm. 2018)
  - Abdulah Gegić, serbski piłkarz, trener (zm. 2008)
  - (lub 1923) Lew Kulidżanow, rosyjski reżyser filmowy (zm. 2002)
- 1925:
  - Zoja Abramowa, rosyjska archeolog (zm. 2013)
  - Kjell Kristiansen, norweski piłkarz (zm. 1999)
  - Brent Scowcroft, amerykański generał porucznik lotnictwa, politolog, ekspert w dziedzinie stosunków międzynarodowych (zm. 2020)
- 1926:
  - Alfonso Silva, hiszpański piłkarz (zm. 2007)
  - Valerio Zurlini, włoski reżyser i scenarzysta filmowy (zm. 1982)
- 1927:
  - Richie Ashburn, amerykański baseballista (zm. 1997)
  - Wiesław Drzewicz, polski aktor (zm. 1996)
  - Ferenc Farsang, węgierski piłkarz, trener (zm. 2000)
  - Allen Newell, amerykański informatyk (zm. 1992)
  - Virginio Ravanelli, włoski biblista, palestynolog (zm. 2014)
  - Lili Susser, polsko-amerykańska więźniarka obozów koncentracyjnych, pamiętnikarka pochodzenia żydowskiego (zm. 2019)
- 1928:
  - José Alzuet, hiszpański malarz, ceramik (zm. 2019)
  - Arthur Cook, amerykański strzelec sportowy (zm. 2021)
  - Dequinha, brazylijski piłkarz (zm. 1997)
  - Åke Johansson, szwedzki piłkarz (zm. 2014)
  - Józef Kruża, polski bokser (zm. 1996)
  - Hans Küng, szwajcarski duchowny katolicki, teolog, pisarz (zm. 2021)
  - Marie-Louise Linssen-Vaessen, holenderska pływaczka (zm. 1993)
  - Patrick McGoohan, amerykański aktor, reżyser i scenarzysta filmowy (zm. 2009)
  - Clive van Ryneveld, południowoafrykański krykiecista (zm. 2018)
- 1929:
  - Harvey Cox, amerykański pastor, teolog protestancki
  - Józef Łukaszewicz, polski żołnierz NSZ (zm. 1949)
  - Jerzy Otomański, polski architekt (zm. 2006)
- 1930:
  - Józef Auksztulewicz, polski lekkoatleta, kulomiot (zm. 2010)
  - Héctor Bianciotti, argentyńsko-francuski pisarz (zm. 2012)
  - Andrzej Czekalski, polski reżyser i scenarzysta filmowy, autor tekstów piosenek
  - Janina David, brytyjska pisarka pochodzenia polsko-żydowskiego (zm. 2023)
  - Lina Kostenko, ukraińska poetka, tłumaczka, dysydentka
  - Joseph Pastor Neelankavil, indyjski duchowny syromalabarski, biskup Sagar (zm. 2021)
- 1931:
  - Emma Andijewska, ukraińska poetka, pisarka, malarka
  - Zija Grapshi, albański aktor (zm. 2025)
  - Józef Kuczyński, polski weterynarz, polityk, senator RP (zm. 2005)
  - Alan Newton, brytyjski kolarz torowy (zm. 2023)
  - Ed Parker, amerykański znawca sztuk walki, instruktor, autor pokazów (zm. 1990)
  - Józef Rubiś, polski biegacz narciarski, biathlonista (zm. 2010)
  - Józef Szewczyk, polski generał brygady, prawnik (zm. 2022)
- 1932:
  - Władysław Bobowski, polski duchowny katolicki, biskup pomocniczy tarnowski (zm. 2025)
  - Wiktor Jackiewicz, polski architekt (zm. 2018)
  - Gail Kobe, amerykańska aktorka (zm. 2013)
- 1933:
  - Zofia Czerwińska, polska aktorka (zm. 2019)
  - Philip Roth, amerykański pisarz (zm. 2018)
  - Michel Sabbah, palestyński duchowny katolicki, łaciński patriarcha Jerozolimy
  - Édson dos Santos, brazylijski piłkarz
  - Renée Taylor, amerykańska aktorka, reżyserka i scenarzystka filmowa
- 1934:
  - Iona Andronow, rosyjski dziennikarz, pisarz, publicysta, scenarzysta filmowy (zm. 2024)
  - Jan Dąbrowski, polski archeolog (zm. 2023)
  - Alojzy Jarguz, polski sędzia i działacz piłkarski (zm. 2019)
- 1935:
  - Youssef Béchara, libański duchowny maronicki, arcybiskup Cypru i Antiljas (zm. 2020)
  - Gilbert Bozon, francuski pływak (zm. 2007)
  - Stanisław Ratusiński, polski szybownik, pilot sportowy, instruktor, doktor nauk wychowania fizycznego, wykładowca akademicki (zm. 2001)
  - Janne Stefansson, szwedzki biegacz narciarski
  - Mieczysław Wieliczko, polski historyk, wykładowca akademicki (zm. 2009)
- 1936:
  - Ursula Andress, szwajcarska aktorka
  - Eduard Gufeld, ukraiński szachista pochodzenia żydowskiego (zm. 2002)
  - Piotr Kuncewicz, polski prozaik, poeta, krytyk literacki i teatralny, historyk literatury (zm. 2007)
- 1937:
  - Paul Borowski, niemiecki żeglarz sportowy (zm. 2012)
  - Jan Cimanowski, polski profesor ogrodnictwa, polityk, senator RP (zm. 2019)
  - Elżbieta Dzikowska, polska historyk sztuki, sinolog, dziennikarka, reżyserka i operatorka filmów dokumentalnych, podróżniczka
  - Egon Krenz, niemiecki polityk, przewodniczący Rady Państwa NRD, sekretarz SED
  - Carlo Mazzone, włoski piłkarz, trener (zm. 2023)
  - Józef Mioduszewski, polski działacz organizacji rolniczych, polityk, poseł na Sejm RP
  - Janusz Słowikowski, polski poeta, dziennikarz, autor tekstów piosenek (zm. 1971)
- 1938:
  - Maria Cavaco Silva, portugalska filolog, nauczycielka akademicka, pierwsza dama
  - Jacob Söderman, fiński prawnik, polityk
  - Lothar Zinn, niemiecki szachista (zm. 1980)
- 1939:
  - Jacek Baranowski, polski fizyk
  - Edward Kusztal, polski aktor (zm. 2016)
  - Peter Marzinkowski, niemiecki duchowny katolicki, duchacz, biskup Alindao (zm. 2024)
  - Hilário Rosário da Conceição, portugalski piłkarz, trener
- 1940 – Margaret Todd, polska pisarka science fiction
- 1941:
  - Florence Delay, francuska aktorka, pisarka (zm. 2025)
  - Zbigniew Krutczenko, polski polityk, poseł na Sejm RP
  - Virgil Măgureanu, rumuński socjolog, polityk, agent wywiadu
  - Ole Nydahl, duński nauczyciel, pisarz buddyjski
  - Aleksandra Wejman-Sowińska, polska bibliotekarka (zm. 2014)
- 1942:
  - Joseph Harris, trynidadzko-tobagijski duchowny katolicki, arcybiskup metropolita Port-of-Spain
  - Rinus Israël, holenderski piłkarz, trener (zm. 2025)
  - Jožica Puhar, słoweńska socjolog, polityk, minister pracy (zm. 2024)
  - Jose Sierra, brazylijski polityk
- 1943:
  - Nate Bowman, amerykański koszykarz (zm. 1984)
  - Ewa Kurek, polska mikrobiolog (zm. 2018)
  - Mario Molina, meksykański chemik atmosfery, laureat Nagrody Nobla (zm. 2020)
  - Mario Monti, włoski polityk, eurokomisarz, premier Włoch
  - Francisco Valdés, chilijski piłkarz, trener
- 1944:
  - József Bálazs, węgierski pisarz (zm. 1997)
  - Eddy Beugels, holenderski kolarz szosowy (zm. 2018)
  - Said Musa, belizeński polityk, premier Belize
  - Sirhan Sirhan, palestyński zamachowiec
- 1945:
  - Wojciech Grabałowski, polski ekonomista, polityk, poseł na Sejm RP (zm. 2020)
  - Randy Steven Kraft, amerykański seryjny morderca
  - Jozef Moravčík, słowacki prawnik, polityk, premier Słowacji, burmistrz Bratysławy
  - Modestas Paulauskas, litewski koszykarz, trener
  - Vytautas Šustauskas, litewski inżynier, polityk, samorządowiec, mer Kowna (zm. 2023)
- 1946:
  - Beno Budar, górnołużycki pisarz, tłumacz, publicysta (zm. 2023)
  - Ognjan Gerdżikow, bułgarski polityk, premier Bułgarii
  - Roar Grønvold, norweski łyżwiarz szybki
  - Mirosław Handke, polski chemik, polityk, minister edukacji narodowej (zm. 2021)
  - Bigas Luna, hiszpański malarz, reżyser i scenarzysta filmowy (zm. 2013)
  - Jack Schaeffer, amerykański muzyk jazzowy, producent muzyczny
- 1947:
  - Glenn Close, amerykańska aktorka
  - Dermot Crowley, irlandzki aktor
  - Dobrochna Kędzierska-Truszczyńska, polska dziennikarka, publicysta, polityk, poseł na Sejm RP
  - Marinho Peres, brazylijski piłkarz, trener (zm. 2023)
  - Krystyna Tkacz, polska aktorka
- 1948:
  - An Han-yeong, południowokoreański zapaśnik
  - Miroslav Janota, czeski zapaśnik
  - Krzysztof Sowiński, polski reżyser i scenarzysta filmowy (zm. 2022)
- 1949:
  - Blase Cupich, amerykański duchowny katolicki, arcybiskup metropolita Chicago
  - Józef Gburzyński, polski związkowiec, działacz opozycji antykomunistycznej, samorządowiec, prezydent Elbląga (zm. 2018)
  - Józef Grzegorczyk, polski samorządowiec, prezydent Olsztyna (zm. 2019)
  - John Hogg, australijski polityk
  - Walerij Leontjew, rosyjski piosenkarz
  - Stanisław Majdański, polski polityk, rolnik, poseł i senator RP
  - Uładzimir Żareła, białoruski inżynier, kolejarz, polityk
- 1950:
  - Kirsten Boie, niemiecka autorka literatury dziecięcej
  - Jose Palma, filipiński duchowny katolicki, arcybiskup Cebu
  - Józef Sarnowski, polski inżynier rolnictwa, polityk, samorządowiec, członek zarządu województwa pomorskiego
  - Wiktor Żwikiewicz, polski pisarz science fiction
- 1951:
  - Fred Berry, amerykański aktor, tancerz (zm. 2003)
  - Alicja Kornasiewicz, polska polityk, posłanka na Sejm PRL X kadencji
  - Christine Laser, niemiecka lekkoatletka, wieloboistka
- 1952:
  - Joseph Borg, maltański prawnik, polityk
  - Józef Dębowski, polski filozof
  - Mokhtar Hasni, tunezyjski piłkarz (zm. 2024)
  - Jörg Pfeifer, niemiecki lekkoatleta, sprinter
  - Ole Rasmussen, duński piłkarz
  - Lars-Erik Skiöld, szwedzki zapaśnik (zm. 2017)
  - Joseph Urusemal, mikronezyjski polityk, prezydent Mikronezji
  - Józef Zabielski, polski duchowny katolicki, teolog, etyk, profesor nauk teologicznych, wykładowca akademicki (zm. 2025)
- 1953:
  - Jan Antochowski, polski samorządowiec, polityk, poseł na Sejm RP
  - Lenín Moreno, ekwadorski polityk, wiceprezydent i prezydent Ekwadoru
  - Hans Rinn, niemiecki saneczkarz
  - Billy Sheehan, amerykański gitarzysta, wokalista, kompozytor, członek zespołów: Niacin, Mr. Big, Devil’s Slingshot i The Winery Dogs
  - Ricky Wilson, amerykański gitarzysta, kompozytor, członek zespołu The B-52’s (zm. 1985)
- 1954:
  - Cho Kwang-rae, południowokoreański piłkarz, trener
  - Jacek Gzella, polski historyk (zm. 2023)
  - Zuzanna Łapicka, polska dziennikarka, producentka telewizyjna (zm. 2018)
  - Scott May, amerykański koszykarz
  - Michał Wojtczak, polski polityk, poseł na Sejm i senator RP
- 1955:
  - Michael Coffman, amerykański polityk, kongresman
  - James Conley, amerykański duchowny katolicki, biskup Lincoln
  - Pino Daniele, włoski piosenkarz, gitarzysta (zm. 2015)
  - Sahiba Gafarowa, azerska pedagożka i polityczka
  - Bruce Willis, amerykański aktor, producent filmowy
  - Adam Zarzycki, polski samorządowiec, burmistrz Cedyni
- 1956:
  - Jegor Gajdar, rosyjski polityk, premier Rosji (zm. 2009)
  - Maria de Lurdes Rodrigues, portugalska socjolog, polityk
  - Chris O’Neil, australijska tenisistka
- 1957:
  - Dudley Bradley, amerykański koszykarz
  - Ken Lo, hongkoński aktor
  - Józef Pilch, polski samorządowiec, polityk, wojewoda małopolski
  - Ovidijus Vyšniauskas, litewski piosenkarz
  - Kajetan Wolniewicz, polski aktor
- 1958:
  - Germán Chavarría, kostarykański piłkarz
  - Drita Çomo, albańska poetka (ur. 1981)
  - Maciej Jędrusik, polski geograf, wykładowca akademicki
  - Paweł Lorens, polski lekkoatleta, długodystansowiec, trener (zm. 2010)
- 1959:
  - Aleksandr Gierasimow, rosyjski hokeista (zm. 2020)
  - Terry Hall, brytyjski wokalista, członek zespołów: The Specials i Fun Boy Three (zm. 2022)
  - Małgorzata Malinowska, polska artystka współczesna (zm. 2016)
  - Piotr Warczyński, polski lekarz, urzędnik państwowy
- 1960:
  - Józef Cepil, polski polityk, poseł na Sejm RP
  - Eliane Elias, brazylijska pianistka jazzowa
  - Yvon Le Roux, francuski piłkarz, trener
  - Michael Urbano, amerykański perkusista, autor tekstów, producent muzyczny
- 1961:
  - Rune Bratseth, norweski piłkarz
  - Thomas Giessing, niemiecki lekkoatleta, sprinter i średniodystansowiec
  - Jos Lansink, holenderski jeździec sportowy
  - Anna Malinowski, norweska brydżystka
  - Warsonofiusz (Wynyczenko), ukraiński biskup prawosławny
- 1962:
  - Nergüjn Enchbat, mongolski bokser
  - Iwan Jaremczuk, ukraiński piłkarz
  - Grzegorz Kosowski, polski samorządowiec, burmistrz Niemczy, starosta dzierżoniowski
  - Rafał Ślusarz, polski lekarz, polityk, senator RP
- 1963:
  - Marcel Damphousse, kanadyjski duchowny katolicki, biskup Sault Sante Marie
  - Christian Dumont, francuski biathlonista (zm. 2021)
  - Bogdan Golik, polski polityk, eurodeputowany
  - Geoffrey Lower, amerykański aktor
  - Mary Scheer, amerykańska aktorka
- 1964:
  - Siergiej Dmitrijew, rosyjski piłkarz, trener (zm. 2022)
  - Yōko Kanno, japońska kompozytorka
  - Nicola Larini, włoski kierowca wyścigowy
  - Anna Nemś, polska działaczka samorządowa, polityk, posłanka na Sejm RP
- 1965:
  - Agnieszka Kryszczyńska, polska astronom, dr hab. nauk fizycznych
  - Agnieszka Pilaszewska, polska aktorka
  - Fred Stoller, amerykański aktor, komik, scenarzysta
- 1966:
  - Nigel Clough, angielski piłkarz, trener
  - Agnieszka Kręglicka, polska restauratorka, felietonistka
  - Olaf Marschall, niemiecki piłkarz
  - Andy Sinton, angielski piłkarz, trener
- 1967:
  - Kamila Gradus, polska lekkoatletka, maratonka
  - Władimir Konstantinow, rosyjski hokeista
  - Mirosław Pampuch, polski prawnik, polityk, poseł na Sejm RP
  - Birte Siech, niemiecka wioślarka
- 1968:
  - Jorge Alberto Bolaños, meksykański aktor
  - Michael Büskens, niemiecki piłkarz, trener
  - Tyrone Hill, amerykański koszykarz, trener
  - Khaled Mardam-Bey, jordański informatyk
- 1969:
  - Warren Barton, angielski piłkarz
  - Serafin (Głuszakow), rosyjski biskup prawosławny (zm. 2020)
  - Gary Jules, amerykański piosenkarz, autor tekstów
  - Þröstur Þórhallsson, islandzki szachista
  - Connor Trinneer, amerykański aktor
  - Mana, japoński muzyk
- 1970:
  - Abelardo, hiszpański piłkarz, trener
  - Ursula Bruhin, szwajcarska snowboardzistka
  - Michael Krumm, niemiecki kierowca wyścigowy
  - Renaldo, brazylijski piłkarz
- 1971:
  - Nadja Auermann, niemiecka modelka
  - José Cardozo, paragwajski piłkarz, trener
  - Sébastien Godefroid, belgijski żeglarz sportowy
  - Whitney Hedgepeth, amerykańska pływaczka
  - Dalton James, amerykański aktor
  - Arno Kompatscher, włoski przedsiębiorca, polityk pochodzenia austriackiego
  - Zé Marco de Melo, brazylijski siatkarz plażowy
  - Grzegorz Mielcarski, polski piłkarz
  - Alfred Ter-Mykyrtczian, ormiański i niemiecki zapaśnik
  - Maciej Wierzbicki, polski aktor
- 1972:
  - Kelly Overett, brytyjska tancerka, wokalistka, członkini zespołu Cappella
  - Grzegorz Pyźlak, polski duchowny i teolog katolicki, wykładowca akademicki
- 1973:
  - Bun B, amerykański raper
  - Meritxell Batet, hiszpańska polityk, przewodnicząca Kongresu Deputowanych
  - Magnus Hedman, szwedzki piłkarz
  - Edyta Koryzna, polska koszykarka
  - Siergiej Makarow, rosyjski lekkoatleta, oszczepnik
- 1974:
  - Maksat Boburbekow, kirgiski zapaśnik
  - Mirko Celestino, włoski kolarz górski i szosowy
  - Vida Guerra, amerykańska modelka, aktorka, piosenkarka pochodzenia kubańskiego
  - Hanka Kupfernagel, niemiecka kolarka przełajowa, torowa i szosowa
  - Esther Süss, szwajcarska kolarka górska
- 1975:
  - Brann Dailor, amerykański perkusista, wokalista, członek zespołu Mastodon
  - Antonio Daniels, amerykański koszykarz
  - Giorgi Gacharia, gruziński polityk, premier Gruzji
  - Vivian Hsu, tajwańska aktorka, piosenkarka, modelka
  - Le Jingyi, chińska pływaczka
- 1976:
  - Rachel Blanchard, kanadyjska aktorka
  - Nino Bule, chorwacki piłkarz
  - Muchtarchan Dyldäbekow, kazachski bokser
  - Adi Koll, izraelska polityk
  - Andre Miller, amerykański koszykarz
  - Alessandro Nesta, włoski piłkarz
  - Juha Reini, fiński piłkarz
  - Günther Sidl, austriacki samorządowiec, polityk, eurodeputowany
  - Piotr Szumlewicz, polski dziennikarz, publicysta, pisarz
  - Rudolf Verčik, słowacki hokeista
- 1977:
  - Fayez Banihammad, emiracki terrorysta (zm. 2001)
  - Maciej Dobrowolski, polski siatkarz
  - Robert Lindstedt, szwedzki tenisista
  - Petru Luhan, rumuński menedżer, polityk
  - Josep-Lluís Serrano Pentinat, hiszpański duchowny katolicki, współksiążę episkopalny Andory
- 1978:
  - Fisz, polski muzyk, kompozytor, wokalista, autor tekstów, producent muzyczny
  - Matej Krajčík, słowacki piłkarz
  - Lenka, australijska piosenkarka, aktorka pochodzenia czeskiego
  - Cydonie Mothersill, kajmańska lekkoatletka, sprinterka
- 1979:
  - Emił Dimitriew, macedoński polityk, premier Macedonii Północnej
  - Bartek Królik, polski muzyk, wokalista, kompozytor, producent muzyczny, członek zespołów: Sistars i Łąki Łan
  - Ivan Ljubičić, chorwacki tenisista
  - Marcin Markowicz, polski skrzypek, kompozytor
  - Christos Patsadzoglu, grecki piłkarz pochodzenia romskiego
  - Magdalena Płaneta, polska aktorka, reżyserka, dramatopisarka, pedagog
  - Hedo Türkoğlu, turecki koszykarz
  - Cesáreo Victorino, meksykański piłkarz
  - Petr Voříšek, czeski piłkarz
  - Joseba Zubeldia, hiszpański kolarz szosowy
- 1980:
  - Tanja Carovska, macedońska piosenkarka, kompozytorka, autorka tekstów
  - Aivaras Kiaušas, litewski koszykarz
  - Przemysław Łuszczewski, polski koszykarz
  - Lee Naylor, angielski piłkarz
  - Johan Olsson, szwedzki biegacz narciarski
  - Agnes Pihlava, polsko-fińska piosenkarka
  - Mikuni Shimokawa, japońska piosenkarka, autorka tekstów
  - Adrian Sikora, polski piłkarz
  - Krzysztof Tyszkiewicz, polski samorządowiec, polityk, poseł na Sejm RP
- 1981:
  - Dickson Choto, zimbabwejski piłkarz
  - Steve Cummings, brytyjski kolarz torowy i szosowy
  - Anna Dziewit-Meller, polska pisarka, dziennikarka
  - Casey Jacobsen, amerykański koszykarz
  - Bastian Steger, niemiecki tenisista stołowy
  - Kolo Touré, iworyjski piłkarz
- 1982:
  - Ronny Büchel, liechtensteiński piłkarz
  - Kevin Hansen, amerykański siatkarz
  - Brad Jones, australijski piłkarz, bramkarz
  - Obinna Nwaneri, nigeryjski piłkarz
  - Eduardo Saverin, brazylijski przedsiębiorca pochodzenia żydowskiego
- 1983:
  - Nicole Fessel, niemiecka biegaczka narciarska
  - Sławomir Zapała, polski piosenkarz, showman, aktor, muzyk, konferansjer
- 1984:
  - Bianca Balti, włoska modelka
  - Chaszbaataryn Cagaanbaatar, mongolski judoka
  - Markus Halsti, fiński piłkarz
  - Karolina Zalewska, polska piłkarka ręczna
- 1985:
  - Manuczar Cchadaia, gruziński zapaśnik
  - Kristine Esebua, gruzińska łuczniczka
  - Christine Guldbrandsen, norweska piosenkarka
  - Agnieszka Hyży, polska dziennikarka i prezenterka telewizyjna
  - Maciej Małkowski, polski piłkarz
  - Caroline Seger, szwedzka piłkarka
  - David Svoboda, czeski pięcioboista nowoczesny
- 1986:
  - Daniel Dillon, australijski koszykarz
  - Sophie Ferguson, australijska tenisistka
  - Thomas Hamon, francuski kolarz BMX
  - Agnieszka Ligięza, polska lekkoatletka, sprinterka
  - Anna Wjalicyna, rosyjska modelka
- 1987:
  - Amélie Despeaux, francuska kolarka BMX
  - Ding Feng, chiński strzelec sportowy
  - Roman Eremenko, fiński piłkarz pochodzenia rosyjskiego
  - Magnus Krog, norweski narciarz, specjalista kombinacji norweskiej
  - Josie Loren, amerykańska aktorka
  - Dmitrij Małyszko, rosyjski biathlonista
  - Miyako Sumiyoshi, japońska łyżwiarka szybka (zm. 2018)
  - Miloš Teodosić, serbski koszykarz
- 1988:
  - Dawrondżon Ergaszew, tadżycki piłkarz
  - Hou Min-wen, tajwańska zapaśniczka
  - Clayton Kershaw, amerykański baseballista
  - Max Kruse, niemiecki piłkarz
  - Maksim Michajłow, rosyjski siatkarz
  - José Montiel, paragwajski piłkarz
  - Zhou Lulu, chińska sztangistka
- 1989:
  - Hannes Aigner, niemiecki kajakarz górski
  - Aicha Benabderrahmene, algierska judoczka
  - Babak Ghorbani, irański zapaśnik (zm. 2014)
  - Vincent Hancock, amerykański strzelec sportowy
  - Gintarė Petronytė, litewska koszykarka
- 1990:
  - Siarhiej Astapczuk, białorusko-rosyjski hokeista (zm. 2011)
  - Anders Nilsson, szwedzki hokeista, bramkarz
  - Agata Perenc, polska judoczka
  - Daina Skadmane, łotewska malarka (zm. 2013)
  - Dmitrij Szomko, kazachski piłkarz
  - Jonathan Urretaviscaya, urugwajski piłkarz pochodzenia hiszpańskiego
- 1991:
  - Caio Bonfim, brazylijski lekkoatleta, chodziarz
  - Igor Filippow, rosyjski siatkarz
  - Maciej Gajos, polski piłkarz
  - Katarzyna Kiedrzynek, polska piłkarka, bramkarka
  - Aleksandr Kokorin, rosyjski piłkarz
  - Irina Łukomska, kazachska siatkarka
  - Yohandry Orozco, wenezuelski piłkarz
- 1992:
  - Miloš Jojić, serbski piłkarz
  - Alex Maloney, nowozelandzka żeglarka sportowa
  - Evaldas Petrauskas, litewski bokser
- 1993:
  - Aleksandr Kozłow, rosyjski piłkarz
  - Hakim Ziyech, marokański piłkarz
- 1994:
  - Scott Donaldson, szkocki snookerzysta
  - Mathias Møller Nielsen, duński kolarz szosowy i torowy
  - Saad Natiq, iracki piłkarz
  - Desirée Rossit, włoska lekkoatletka, skoczkini wzwyż
- 1995:
  - Héctor Bellerín, hiszpański piłkarz
  - Donte Grantham, amerykański koszykarz
  - Tamara Smbatian, ukraińska piłkarka ręczna
  - Thomas Strakosha, albański piłkarz, bramkarz
- 1996:
  - Barbara Haas, austriacka tenisistka
  - Bartłomiej Lemański, polski siatkarz
  - Yung Gravy, amerykański raper, piosenkarz, autor tekstów
- 1997:
  - Weronika Grzelak, polska lekkoatletka, wieloboistka
  - Rūta Meilutytė, litewska pływaczka
  - Jan Repas, słoweński piłkarz
- 1998 – Jada Hart, amerykańska tenisistka
- 1999:
  - Bartosz Firszt, polski siatkarz
  - Gabby Petito, amerykańska blogerka, podróżniczka (zm. 2021)
  - Jessica Schilder, holenderska lekkoatletka, kulomiotka
  - Kristina Tkaczowa, rosyjska pięściarka
- 2001:
  - Lamjed Maafi, tunezyjski zapaśnik
  - Ernest Muçi, albański piłkarz
  - Sebastian Rompa, polski koszykarz
- 2002:
  - Raúl Camacho, meksykański piłkarz
  - Lorenzo Milesi, włoski kolarz szosowy
  - Olaf Perzanowski, polski koszykarz
- 2003:
  - Ekaterina Antropova, włoska siatkarka pochodzenia rosyjskiego
  - Nicolò Savona, włoski piłkarz
- 2004 – Malina Piasecka, polska koszykarka
- 2005 – Jaka Drinovec, słoweński skoczek narciarski
- 2020 – Jigme Ugyen Wangchuck, bhutański książę

## Zmarli
- 1058 – Kazimierz I Odnowiciel, książę Polski (ur. 1016)
- 1238 – Henryk I Brodaty, książę wrocławski, krakowski i wielkopolski (ur. 1165–70)
- 1244 – Isnard z Chiampo, włoski dominikanin, błogosławiony (ur. ?)
- 1251 – Andrzej Gallerani, włoski błogosławiony (ur. ?)
- 1263 – Hugues de Saint-Cher, francuski kardynał (ur. ok. 1200)
- 1286 – Aleksander III, król Szkocji (ur. 1241)
- 1289 – Jan z Parmy, włoski franciszkanin, generał zakonu, błogosławiony (ur. ok. 1208)
- 1327 – Anna Habsburżanka, księżniczka austriacka, margrabina brandenburska, księżna wrocławska (ur. przed 1280)
- 1330 – Edmund Woodstock, angielski arystokrata, polityk (ur. 1301)
- 1367 – Sybillina Biscossi, włoska tercjarka dominikańska, błogosławiona (ur. 1287)
- 1372 – Jan II Paleolog, markiz Montferratu (ur. 1321)
- 1496 – Marek z Montegallo, włoski gwardian, lekarz, błogosławiony (ur. 1425)
- 1527 – Krzysztof I, margrabia Badenii (ur. 1453)
- 1539 – Edmund Howard, angielski arystokrata (ur. ok. 1478)
- 1581 – Franciszek I, książę saski na Lauenburgu (ur. 1510)
- 1599 – Stanisław Pius Radziwiłł, ordynat ołycki, marszałek wielki litewski, starosta generalny żmudzki (ur. 1559)
- 1612 – Zofia z Olelkowiczów Radziwiłłowa, księżna na Słucku i Kopylu, święta prawosławna (ur. 1585)
- 1616 – Johannes Fabricius, holenderski astronom (ur. 1587)
- 1619 – Jan Martínez Cid, hiszpański dominikanin, misjonarz, męczennik, błogosławiony (ur. ok. 1577)
- 1623 – Kagekatsu Uesugi, japoński samuraj, daimyō (ur. 1556)
- 1631 – Joachim Morochowski, polski bazylianin, unicki biskup włodzimiersko-brzeski, polemista, hagiograf (ur. ok. 1576)
- 1637 – Péter Pázmány, węgierski kardynał, filozof, teolog (ur. 1570)
- 1646 – Kasper Działyński, polski duchowny katolicki, biskup chełmiński, sekretarz królewski (ur. 1597)
- 1656 – Georg Calixt, niemiecki teolog (ur. 1586)
- 1683 – Thomas Killigrew, angielski dramatopisarz (ur. 1612)
- 1687 – René-Robert Cavelier de La Salle, francuski podróżnik (ur. 1643)
- 1719 – Giambattista Spinola, włoski kardynał (ur. 1646)
- 1721 – Klemens XI, papież (ur. 1649)
- 1725 – Bernard Gozdzki, polski duchowny katolicki, biskup pomocniczy poznański (ur. 1673)
- 1736 – Wojciech Malczewski, polski szlachcic, polityk (ur. ?)
- 1746 – Anna Leopoldowna, księżniczka meklemburska, księżna brunszwicka, regentka Rosji (ur. 1718)
- 1747 – Katarzyna Opalińska, królowa Polski (ur. 1680)
- 1754 – Germain Boffrand, francuski architekt, dekorator (ur. 1667)
- 1771 – Anna Ludwika Radziwiłłowa, hetmanowa wielka litewska, wojewodzina wileńska (ur. 1729)
- 1806 – James Jackson, amerykański prawnik, plantator, polityk (ur. 1757)
- 1812 – Charles Cameron, szkocki architekt (ur. 1749)
- 1816:
  - Heinrich Christoph Koch, niemiecki teoretyk muzyki (ur. 1746)
  - Filippo Mazzei, włoski pisarz, rewolucjonista (ur. 1730)
- 1822 – Francesco Fontana, włoski kardynał (ur. 1750)
- 1823:
  - Adam Kazimierz Czartoryski, polski książę, polityk, pisarz, krytyk literacki i teatralny, marszałek Konfederacji Generalnej Królestwa Polskiego (ur. 1734)
  - Ludwik Maria de Borbón y Vallabriga, hiszpański arystokrata, duchowny katolicki, arcybiskup Sewilli i Toledo, kardynał, prymas i regent Hiszpanii (ur. 1777)
- 1829 – Szczepan Humbert, polski architekt pochodzenia francuskiego (ur. 1756)
- 1831 – Aleksandra z Lubomirskich Potocka, polska szlachcianka, filantropka (ur. 1760)
- 1847:
  - Jerzy Kirkow, polski prawnik, kupiec (ur. 1811)
  - Ludwik Rastawiecki, polski baron, polityk (ur. 1772)
- 1848:
  - Charles-François de Ladoucette, francuski arystokrata, publicysta, polityk (ur. 1772)
  - Gustav von Lensky, niemiecki porucznik (ur. 1824)
- 1850 – Vojtěch Jírovec, czeski kompozytor, skrzypek, organista (ur. 1763)
- 1860 – Leopold Ludwik Starzeński, polski ziemianin, polityk (ur. 1787)
- 1862 – Friedrich Wilhelm von Schadow, niemiecki malarz (ur. 1788)
- 1864 – Paweł Czerwiński, polski dowódca oddziału w powstaniu styczniowym (ur. 1841)
- 1866 – Józef Lex, polski oficer, inżynier wojskowy, malarz (ur. 1791)
- 1868 – Antoni Popliński, polski filolog, dziennikarz, księgarz, wydawca, pedagog (ul. 1796)
- 1871 – Karl Gustav Mitscherlich, niemiecki lekarz, farmakolog, wykładowca akademicki (ur. 1805)
- 1875:
  - Thomas Sutton, brytyjski fotograf, wynalazca (ur. 1819)
  - Jean-Baptiste Vuillaume, francuski lutnik (ur. 1798)
- 1876 – Józef Stefani, polski kompozytor, dyrygent, pedagog (ur. 1800)
- 1881 – Adam Bogumił Helbich, polski lekarz, filantrop (ur. 1796)
- 1882 – Carl Robert Jakobson, estoński pisarz, pedagog, polityk (ur. 1841)
- 1883 – Adolf Hutten-Czapski, polski ziemianin, polityk (ur. 1819)
- 1884 – Elias Lönnrot, fiński krawiec, poeta, lekarz, lingwista (ur. 1802)
- 1886 – Franciszek Parczewski, polski oficer artylerii w służbie pruskiej, uczestnik powstania wielkopolskiego i styczniowego (ur. 1819)
- 1885 – Władysław Niegolewski, polski prawnik, polityk, uczestnik powstania styczniowego (ur. 1819)
- 1887 – Józef Ignacy Kraszewski, polski pisarz, historyk, publicysta, wydawca, encyklopedysta (ur. 1812)
- 1888:
  - Władysław Sabowski, polski pisarz, dziennikarz, tłumacz (ur. 1837)
  - Romuald Starkel, polski pedagog, publicysta (ur. 1850)
- 1889 – Johannes Henricus Schaap, holenderski duchowny katolicki, wikariusz apostolski Gujany Holenderskiej (ur. 1823)
- 1890 – John S. Hager, amerykański polityk (ur. 1818)
- 1894 – Karl de Blaas, austriacki malarz (ur. 1815)
- 1895 – Leontyna Halpertowa, polska aktorka (ur. 1803)
- 1896:
  - George Richmond, brytyjski malarz (ur. 1809)
  - August Żyzniewski, polski muzealnik, archeolog amator (ur. 1819)
- 1897 – Antoine Thomson d’Abbadie, francuski astronom, geograf, fizyk (ur. 1810)
- 1900 – Charles-Louis Hanon, francuski kompozytor, pedagog (ur. 1819)
- 1901 – Adolf Dobrianskyj, rusiński prawnik, polityk, działacz społeczny i kulturalny (ur. 1817)
- 1903 – Jan Sobieszczański, polski prawnik, szachista (ur. 1861)
- 1906:
  - Étienne Carjat, francuski fotograf, karykaturzysta, dziennikarz, poeta (ur. 1828)
  - Kosta Chetagurow, osetyjski poeta, prozaik, malarz, publicysta, działacz społeczny (ur. 1859)
  - Piotr Szmidt, rosyjski oficer marynarki wojennej (ur. 1867)
- 1907:
  - Thomas Bailey Aldrich, niemiecki poeta, prozaik, dziennikarz (ur. 1836)
  - Mariano Baptista, boliwijski polityk, prezydent Boliwii (ur. 1832)
- 1908 – Eduard Zeller, niemiecki teolog, filozof (ur. 1814)
- 1909:
  - Zygmunt Gniewosz, polski generał major w służbie austro-węgierskiej (ur. 1827)
  - Jan Trzecieski, polski ziemianin, polityk (ur. 1855)
- 1914 – Giuseppe Mercalli, włoski geolog (ur. 1850)
- 1915 – Antonio Agliardi, włoski kardynał (ur. 1832)
- 1916:
  - Girolamo Maria Gotti, włoski kardynał (ur. 1834)
  - Wasilij Surikow, rosyjski malarz (ur. 1848)
- 1917 – Edward Romuald Bogusławski, polski historyk słowiańszczyzny, publicysta (ur. 1848)
- 1921 – Bert Taylor, amerykański poeta, satyryk, publicysta (ur. 1866)
- 1923:
  - Vicente Climent, hiszpański malarz (ur. ok. 1872)
  - Kuno von Moltke, niemiecki generał (ur. 1847)
  - Johann Karl Proksch, austriacki lekarz, historyk medycyny (ur. 1840)
  - Ludwik Śliwiński, polski aktor, reżyser, dyrektor teatru (ur. 1857)
- 1925:
  - Charles Allen Culberson, amerykański polityk (ur. 1855)
  - Nəriman Nərimanov, azerski prozaik, dramaturg, publicysta, działacz bolszewicki, polityk, przewodniczący Rady Komisarzy Ludowych Azerbejdżańskiej SRR (ur. 1870)
- 1928:
  - Tadeusz Browicz, polski anatom, patolog, wykładowca akademicki (ur. 1847)
  - David Ferrier, szkocki neurolog, fizjolog (ur. 1843)
  - Emil Wiechert, niemiecki geofizyk (ur. 1861)
- 1930:
  - Arthur Balfour, brytyjski polityk, premier Wielkiej Brytanii (ur. 1848)
  - Michał Wojnicz, amerykański antykwarysta pochodzenia polskiego (ur. 1865)
- 1932 – Edward Barrett, brytyjski zapaśnik, przeciągacz liny, lekkoatleta pochodzenia irlandzkiego (ur. 1887)
- 1933 – Wiesław Gawlikowski, polski aktor (ur. ok. 1890)
- 1935 – Carl Duisberg, niemiecki chemik, przemysłowiec (ur. 1861)
- 1936 – Ottilia Adelborg, szwedzka malarka, graficzka, pisarka (ur. 1855)
- 1937:
  - Bolesław Raczyński, polski kompozytor, pedagog i publicysta muzyczny (ur. 1897)
  - Nikołaj Uziukow, radziecki polityk (ur. 1897)
- 1938:
  - Dadaş Bünyadzadə, azerski i radziecki polityk (ur. 1888)
  - Hugh Ker, szkocki rugbysta (ur. 1865)
- 1939:
  - Mychajło Kołodzinskyj, ukraiński działacz nacjonalistyczny (ur. 1902)
  - Zenon Kossak, ukraiński działacz nacjonalistyczny (ur. 1907)
  - Stanisław Sozański, polski ziemianin, polityk (ur. 1859)
- 1940 – Chaim Lajb Poznański, polski nauczyciel, działacz oświatowy, polityczny i społeczny pochodzenia żydowskiego (ur. 1879)
- 1941 – Nikołaj Kurnakow, szwedzki chemik, metaloznawca, wykładowca akademicki (ur. 1860)
- 1942:
  - Clinton Hart Merriam, amerykański zoolog, ornitolog, etnograf (ur. 1855)
  - Narcyz Turchan, polski franciszkanin, męczennik, błogosławiony (ur. 1879)
  - Jan Włodarkiewicz, polski podpułkownik kawalerii (ur. 1900)
- 1943:
  - Anna Maria Hinel, polska konspiratorka, pamiętnikarka (ur. 1924)
  - Felicja Kruszewska, polska dramatopisarka, poetka (ur. 1897)
- 1944:
  - Noël de Castelnau, francuski generał (ur. 1851)
  - Jan Kołłątaj-Srzednicki, polski lekarz, generał brygady (ur. 1883)
- 1945:
  - Georges André, francuski curler, bobsleista (ur. 1876)
  - Franz Augsberger, niemiecki SS-Brigadeführer (ur. 1905)
  - Marceli Callo, francuski męczennik, błogosławiony (ur. 1921)
  - Wasilij Orłow, radziecki pułkownik gwardii (ur. 1916)
- 1948 – Salomon Seidenma, polski adwokat, polityk, poseł na Sejm RP pochodzenia żydowskiego (ur. 1878)
- 1949:
  - Wincenty Prennushi, albański biskup katolicki, męczennik, błogosławiony (ur. 1885)
  - James Somerville, brytyjski admirał (ur. 1882)
- 1950:
  - Edgar Rice Burroughs, amerykański pisarz (ur. 1875)
  - Walter Norman Haworth, brytyjski chemik, laureat Nagrody Nobla (ur. 1883)
  - Alexandru Vaida-Voievod, rumuński polityk, premier Rumunii (ur. 1872)
- 1951 – Dmytro Doroszenko, ukraiński historyk, pedagog, polityk, minister spraw zagranicznych Hetmanatu (ur. 1882)
- 1952 – Robert Guérin, francuski działacz sportowy, prezydent FIFA (ur. 1876)
- 1953 – Arkadij Szwiecow, rosyjski konstruktor silników lotniczych (ur. 1892)
- 1954:
  - Edward Graff, amerykański rugbysta, trener (ur. 1898)
  - Wacław Komarnicki, polski prawnik, polityk, minister sprawiedliwości (ur. 1891)
- 1955:
  - Leonid Goworow, radziecki dowódca wojskowy, polityk (ur. 1897)
  - Mihály Károlyi, węgierski dyplomata, polityk, premier i prezydent Węgier (ur. 1875)
- 1956:
  - James Harper-Orr, szkocki hokeista na trawie, krykiecista (ur. 1878)
  - Ludwik Kolankowski, polski historyk, polityk, senator RP (ur. 1882)
- 1958 – Aarne Pekkalainen, fiński żeglarz sportowy (ur. 1895)
- 1959 – Umberto Barbaro, włoski reżyser filmowy (ur. 1902)
- 1960 – Adolf Schulten, niemiecki historyk, archeolog (ur. 1870)
- 1961 – Stanisława Argasińska-Choynowska, polska primadonna, śpiewaczka estradowa, pedagog śpiewu (ur. 1888)
- 1962:
  - Józef Górski, polski działacz komunistyczny (ur. 1882)
  - Wasilij Stalin, radziecki generał porucznik lotnictwa, syn Józefa (ur. 1921)
- 1965:
  - Gheorghe Gheorghiu-Dej, rumuński polityk, działacz komunistyczny, premier i prezydent Rumunii (ur. 1901)
  - Frederick Leathers, brytyjski arystokrata, polityk (ur. 1883)
  - Stanisław Wawrzecki, polski działacz gospodarczy (ur. 1921)
- 1966 – Wasyl Mudry, ukraiński dziennikarz, polityk, poseł i wicemarszałek Sejmu RP (ur. 1893)
- 1968 – Alfred Baeumler, niemiecki filozof, ideolog nazizmu (ur. 1887)
- 1970 – František Junek, czeski piłkarz (ur. 1907)
- 1971 – Antonina Żabińska, polska pisarka (ur. 1908)
- 1973:
  - Józef Kurpesa, polski lekkoatleta, średnio- i długodystansowiec (ur. 1911)
  - Lauritz Melchior, duński śpiewak operowy (tenor) (ur. 1890)
- 1974:
  - Karol Bacílek, czechosłowacki polityk komunistyczny (ur. 1896)
  - Maurycy Jaroszyński, polski prawnik (ur. 1890)
- 1975 – Tadeusz Hobler, polski inżynier, wykładowca akademicki (ur. 1899)
- 1976:
  - Albert Dieudonné, francuski aktor, reżyser filmowy (ur. 1889)
  - Paul Kossoff, brytyjski gitarzysta, członek zespołu Free (ur. 1950)
- 1978:
  - Gaston Julia, francuski matematyk, wykładowca akademicki (ur. 1893)
  - Carlos Torre Repetto, meksykański szachista (ur. 1904)
- 1980 – Arvid Emanuelsson, szwedzki piłkarz (ur. 1913)
- 1981:
  - Wacław Frankowski, polski dyplomata (ur. 1931)
  - Tadeusz Sarnecki, polski poeta, prozaik, publicysta, wydawca (ur. 1911)
  - Hudson Whittaker, amerykański wokalista i gitarzysta bluesowy (ur. 1904)
- 1982:
  - Aleksandr Riepin, radziecki podpułkownik pilot (ur. 1915)
  - Randy Rhoads, amerykański gitarzysta heavymetalowy, kompozytor (ur. 1956)
  - Jan Wesołowski, polski fizyk, wykładowca akademicki (ur. 1902)
- 1983:
  - Hubert Banisz, polski piłkarz (ur. 1928)
  - Tadeusz Branicki, polski bokser, trener (ur. 1938)
- 1984:
  - Richard Ernest Bellman, amerykański matematyk, wykładowca akademicki pochodzenia żydowskiego (ur. 1920)
  - Bo Ljungberg, szwedzki lekkoatleta, tyczkarz i trójskoczek (ur. 1911)
  - Zbigniew Szydłowski, polski generał brygady (ur. 1925)
  - Garry Winogrand, amerykański fotoreporter pochodzenia żydowskiego (ur. 1928)
- 1985:
  - Michał Górski, polski biegacz narciarski (ur. 1911)
  - Tadeusz Pompowski, polski chemik, wykładowca akademicki (ur. 1910)
  - Leopold Tyrmand, polski pisarz, publicysta, antykomunista, popularyzator jazzu pochodzenia żydowskiego (ur. 1920)
- 1986 – Pedro Rizzeti, brazylijski piłkarz pochodzenia włoskiego (ur. 1907)
- 1987:
  - Louis de Broglie, francuski fizyk, wykładowca akademicki, laureat Nagrody Nobla (ur. 1892)
  - Edward Jankowski, polski piłkarz, trener (ur. 1930)
  - Kazimierz Żurowski, polski archeolog, wykładowca akademicki (ur. 1909)
- 1988 – Wanda Maciejewska, polska historyk, archiwistka (ur. 1906)
- 1989:
  - Juliette Compton, amerykańska aktorka (ur. 1899)
  - Stefan Weychert, polski fizykochemik, technolog, wykładowca akademicki (ur. 1912)
- 1990:
  - Leopold Neumer, austriacki piłkarz (ur. 1919)
  - Andrew Wood, amerykański muzyk, wokalista, członek zespołu Mother Love Bone (ur. 1966)
- 1992 – Stefan Profic, polski organista, kompozytor, dyrygent (ur. 1892)
- 1993:
  - Aleksiej Adżubej, radziecki dziennikarz, polityk (ur. 1924)
  - Józef Majka, polski duchowny katolicki, teolog, socjolog, filozof, wykładowca akademicki (ur. 1918)
  - Roger Michelot, francuski bokser (ur. 1912)
- 1994 – Alex Perolli, albański piłkarz, trener (ur. 1923)
- 1995 – Yasuo Yamada, japoński aktor (ur. 1932)
- 1996 – Chen Jingrun, chiński matematyk, wykładowca akademicki (ur. 1933)
- 1997:
  - Józef Kalita, polski aktor (ur. 1928)
  - Willem de Kooning, amerykański malarz pochodzenia holenderskiego (ur. 1904)
  - Teresa Tuszyńska, polska aktorka, modelka (ur. 1942)
- 1998 – Tadeusz Siemiątkowski, polski żołnierz NSZ (ur. 1910)
- 1999:
  - Joseph DePietro, amerykański sztangista (ur. 1914)
  - Andrzej Makowski, polski lekkoatleta, płotkarz (ur. 1935)
  - Jaime Sabines, meksykański poeta, prozaik (ur. 1926)
- 2000:
  - Egon Jönsson, szwedzki piłkarz, trener (ur. 1921)
  - Tadeusz Tomaszewski, polski psycholog (ur. 1910)
- 2001:
  - Boris Gregorka, jugosłowiański gimnastyk (ur. 1906)
  - Jadwiga Lachmajer, polska entomolog, parazytolog, wykładowczyni akademicka (ur. 1907)
  - Czesław Lechicki, polski religioznawca, prasoznawca (ur. 1906)
- 2002:
  - Marco Biagi, włoski ekonomista, prawnik, polityk (ur. 1950)
  - Kurt Czekalla, niemiecki strzelec sportowy (ur. 1930)
  - Karls Kurkevičs, radziecki żołnierz (ur. 1926)
  - Patrick Schulmann, francuski aktor, kompozytor, reżyser, scenarzysta i operator filmowy (ur. 1949)
  - Jerzy Sulima-Kamiński, polski prozaik, poeta, dziennikarz (ur. 1928)
- 2003:
  - Maria Buchwald, polska aktorka (ur. 1910)
  - Ryszard Kwiecień, polski artysta plastyk, pedagog (ur. 1930)
- 2004:
  - Zygmunt Kubiak, polski pisarz, eseista, tłumacz, propagator kultury antycznej (ur. 1929)
  - Bogdan Lipski, polski lekkoatleta, sprinter (ur. 1929)
  - Brian Maxwell, kanadyjski lekkoatleta, maratończyk, przedsiębiorca (ur. 1953)
  - Mitchell Sharp, kanadyjski polityk (ur. 1911)
  - Josef Stingl, niemiecki polityk (ur. 1919)
  - Chris Timms, nowozelandzki żeglarz sportowy (ur. 1947)
- 2005:
  - Bohdan Bejze, polski duchowny katolicki, biskup pomocniczy łódzki (ur. 1929)
  - John DeLorean, amerykański przedsiębiorca (ur. 1925)
- 2006:
  - Ernesto Duchini, argentyński piłkarz, trener (ur. 1910)
  - Anatolij Puzacz, ukraiński piłkarz, trener (ur. 1941)
- 2007 – Luther Ingram, amerykański piosenkarz, producent muzyczny (ur. 1937)
- 2008:
  - Arthur C. Clarke, brytyjski pisarz science fiction (ur. 1917)
  - Hugo Claus, flamandzki pisarz, malarz, reżyser filmowy (ur. 1929)
  - Czesław Dęga, polski generał brygady, dyplomata (ur. 1923)
  - Mia Permanto, fińska piosenkarka (ur. 1988)
  - Paul Scofield, brytyjski aktor (ur. 1922)
  - Michał Żywień, polski dziennikarz (ur. 1927)
- 2010 – Aleksander Mańkowski, polski lekkoatleta, długodystansowiec (ur. 1924)
- 2011:
  - Alina Brodzka-Wald, polska historyk literatury (ur. 1929)
  - Wiktor Iluchin, rosyjski polityk (ur. 1949)
  - Anna Kajtochowa, polska pisarka, poetka, dziennikarka (ur. 1928)
  - Gustav Lantschner, austriacki i niemiecki narciarz alpejski (ur. 1910)
  - Werner Remmers, niemiecki polityk, działacz społeczny (ur. 1930)
- 2012 – Gertruda Przybylska, polska inżynier, działaczka opozycji antykomunistycznej (ur. 1923)
- 2013:
  - Holger Juul Hansen, duński aktor (ur. 1924)
  - Irina Petrescu, rumuńska aktorka (ur. 1941)
  - Harry Reems, amerykański aktor i reżyser filmów pornograficznych (ur. 1947)
- 2014:
  - Filip (Saliba), libański duchowny prawosławny, patriarcha antiocheński (ur. 1931)
  - Czesław Uznański, polski piłkarz, trener piłkarski, hokeista (ur. 1930)
- 2015:
  - Gerda van der Kade-Koudijs, holenderska lekkoatletka, skoczkini wzwyż i sprinterka (ur. 1923)
  - Steve Mokone, południowoafrykański piłkarz (ur. 1932)
  - Eino Uusitalo, fiński polityk, rolnik (ur. 1924)
- 2016:
  - Zygmunt Bogdziewicz, polski strzelec sportowy, trener, działacz sportowy (ur. 1941)
  - John Cannon, kanadyjski rugbysta (ur. 1980)
- 2017:
  - Ivan Grubišić, chorwacki duchowny katolicki, teolog, filozof (ur. 1936)
  - Ryan McBride, irlandzki piłkarz (ur. 1989)
  - John McRaith, amerykański duchowny katolicki, biskup Owensboro (ur. 1934)
  - Roger Pingeon, francuski kolarz szosowy (ur. 1940)
- 2018:
  - Irina Bieglakowa, rosyjska lekkoatletka, dyskobolka (ur. 1933)
  - Irwin Hoffman, amerykański dyrygent (ur. 1924)
  - Wacław Kapusto, polski fotografik, fotoreporter, żołnierz AK (ur. 1925)
  - Keith O’Brien, szkocki duchowny katolicki, arcybiskup metropolita Saint Andrews i Edynburga, kardynał (ur. 1938)
  - Moishe Postone, amerykański politolog, socjolog, historyk, wykładowca akademicki (ur. 1942)
- 2019:
  - Marlen Chucyjew, gruziński aktor, reżyser i scenarzysta filmowy (ur. 1925)
  - Maurílio de Gouveia, portugalski duchowny katolicki, arcybiskup metropolita Évory (ur. 1932)
  - Towa Ilan, izraelska polityk (ur. 1929)
  - Maria Aleksandra Kalina, polska lekarka pediatra, biolog (ur. 1975)
- 2020:
  - Eugeniusz Kabatc, polski pisarz, tłumacz (ur. 1930)
  - Antonio Michele Stanca, włoski genetyk, wykładowca akademicki (ur. 1942)
  - Peter Whittingham, angielski piłkarz (ur. 1984)
- 2021:
  - Luis Bambarén, peruwiański duchowny katolicki, biskup Chimbote (ur. 1928)
  - Thomas Cavalier-Smith, brytyjski biolog ewolucyjny, wykładowca akademicki (ur. 1948)
  - Yann Gontard, francuski dziennikarz, przedsiębiorca (ur. 1969)
  - Mikołaj Müller, polski aktor (ur. 1944)
  - Budge Wilson, kanadyjska pisarka (ur. 1927)
- 2022:
  - Shahabuddin Ahmed, banglijski prawnik, polityk, prezydent Bangladeszu (ur. 1930)
  - Bronisław Frankowski, polski działacz partyjny i państwowy, funkcjonariusz MO, samorządowiec, prezydent Piły (ur. 1941)
  - Joel Hasse Ferreira, portugalski inżynier lądowy, wykładowca akademicki, samorządowiec, polityk, eurodeputowany (ur. 1944)
  - Roberts Ķīlis, łotewski antropolog społeczny, polityk, minister oświaty i nauki (ur. 1968)
  - Andriej Palij, rosyjski komandor marynarki (ur. 1971)
  - Witold Tokarski, polski aktor (ur. 1931)
  - Marian Zembala, polski kardiochirurg, polityk, minister zdrowia, poseł na Sejm RP (ur. 1950)
- 2023:
  - Jean-Jacques Favier, francuski fizyk, astronauta (ur. 1949)
  - Petar Nadoveza, chorwacki piłkarz, trener (ur. 1942)
  - Csaba Schmidt, węgierski chemik, samorządowiec, polityk, burmistrz Tatabánya (ur. 1979)
  - Pōhiva Tuʻiʻonetoa, tongijski polityk, minister finansów, premier Tonga (ur. 1951)
- 2024:
  - Symeon Jakovljevič, czeski duchowny prawosławny, arcybiskup ołomuniecko-brneński (ur. 1926)
  - Ersen Martin, turecki piłkarz (ur. 1979)
  - Janusz Nowakowski, polski samorządowiec, starosta ełcki, prezydent Ełku (ur. 1948)
  - Marian Orczykowski, polski duchowny katolicki, kapucyn, harcmistrz ZHR, duszpasterz, kapelan harcerzy (ur. 1927)
  - Jean-Luc Seret, francuski szachista (ur. 1951)
  - M. Emmet Walsh, amerykański aktor (ur. 1935)
- 2025:
  - Andrija Delibašić, czarnogórski piłkarz (ur. 1981)
  - Athanase Matti Shaba Matoka, iracki duchowny syryjskokatolicki, arcybiskup Bagdadu (ur. 1930)